# Giovanni Gherardi (attore)
Giovanni Gherardi (Spoleto, prima metà del 1600 – Parigi, 22 marzo 1683) è stato un attore teatrale e musicista italiano.

## Biografia
Si trasferì in Francia nella seconda metà del '600 e debuttò intorno al 1675 a Parigi dove ebbe grande successo riproponendo la tradizione degli Zanni musici. Era conosciuto con il nome d'arte di Flautino per la sua bravura nel riprodurre, accompagnandosi con la chitarra, il suono di varî strumenti a fiato.
Nulla si sa della sua gioventù e della sua attività artistica prima del 1675, periodo in cui debuttò sulle scene del Théâtre-Italien, unendosi ad una compagnia di attori italiani che recitava stabilmente a Parigi dal 1660 e che annoverava nel suo organico nomi di prestigio quali Tiberio Fiorilli (o Fiorillo) e Giuseppe Domenico Biancolelli detto Dominique.
Sposò Leonarda Galli, anche lei attrice, dalla quale nel 1663 ebbe un figlio, Evaristo, destinato a diventare uno dei più prestigiosi Arlecchini di Francia, famoso anche per la pubblicazione del repertorio della compagnia italiana che recitava all'Hôtel de Bourgogne a Parigi, di cui lui stesso faceva parte.

Gherardi sapeva anche suonare bene la chitarra, come evidenziato dai quattro versi sottostanti il ritratto dell'attore eseguito da Nicolas Bonnart: 
Un altro ritratto dell'attore è conservato a Roma nella Biblioteca e museo teatrale del Burcardo.
Da queste incisioni si vede che il costume e la maschera di Flautino sono simili a quelli di Brighella: pantaloni, cappello e mantello bianchi bordati di passamaneria rossa, maschera bruna con baffi neri. Il personaggio stesso è un discendente diretto di Brighella, lo Zanni furbo e intrigante, scaltro inventore di trucchi e stratagemmi, ma sempre senza cattiveria.
Secondo alcune fonti fece proprie le sregolatezze dello Zanni e fu condotto alla rovina dalla sua vita depravata, fu imprigionato e successivamente espulso dalla Francia.
In realtà, come risulta dall'atto seguente, Gherardi morì nella sua casa di Parigi: